# Гулівський заказник
Гу́лівський заказник — гідрологічний заказник місцевого значення в Україні. Об'єкт розташований на території Ковельського району Волинської області, на північ від села Гулівка. 
Площа 304,6 га. Статус присвоєно згідно з рішенням обласної ради від 30.05.2000 року № 12/3. Перебуває у віданні СЛАТ «Тур». 
Статус присвоєно для збереження у природному стані болота, порослого рідколіссям із вільхи чорної, берези бородавчастої, чарниками. Місце розмноження водоплавних і навколоводних птахів.

## Галерея

Панорама південної частини
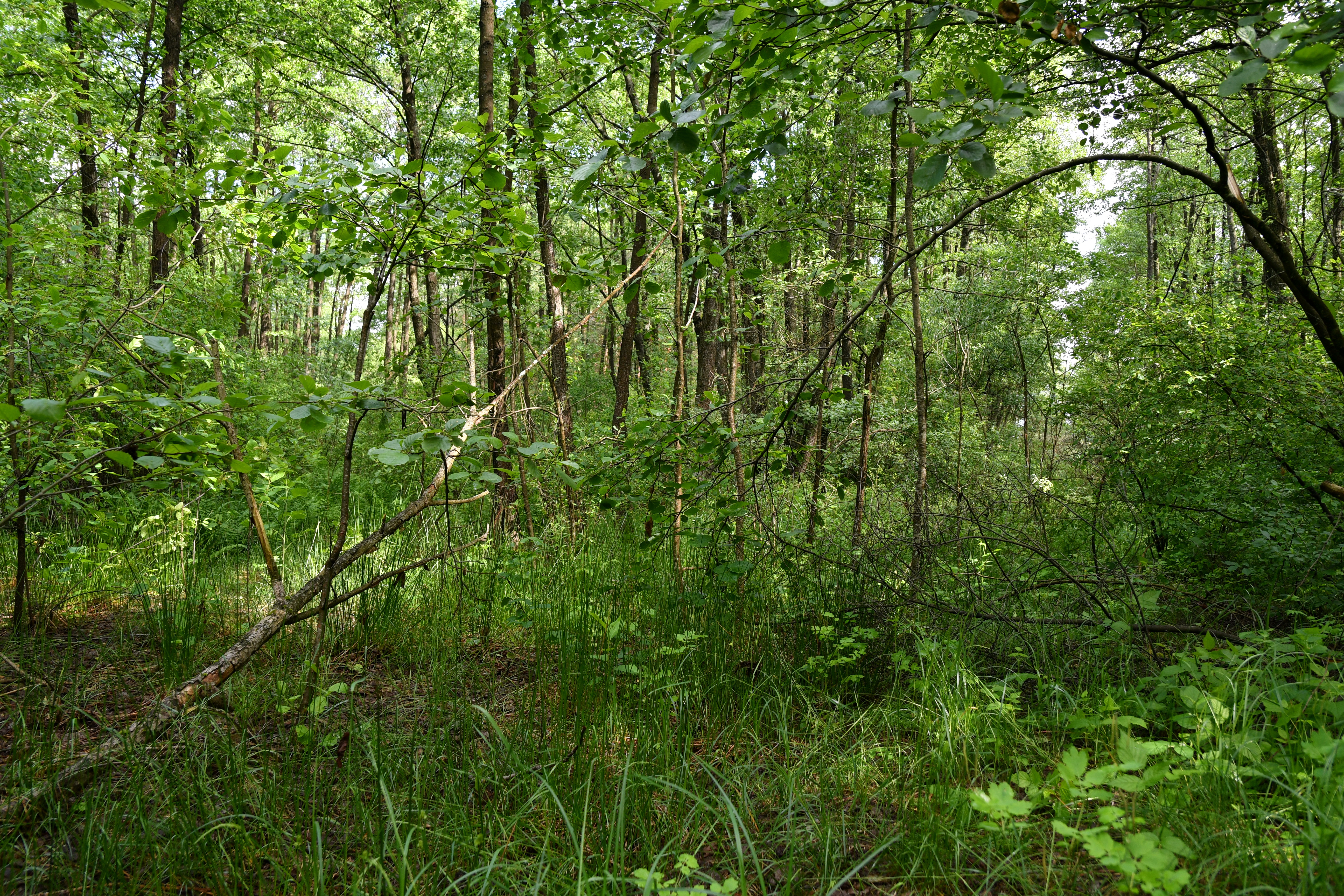
Загальний вигляд
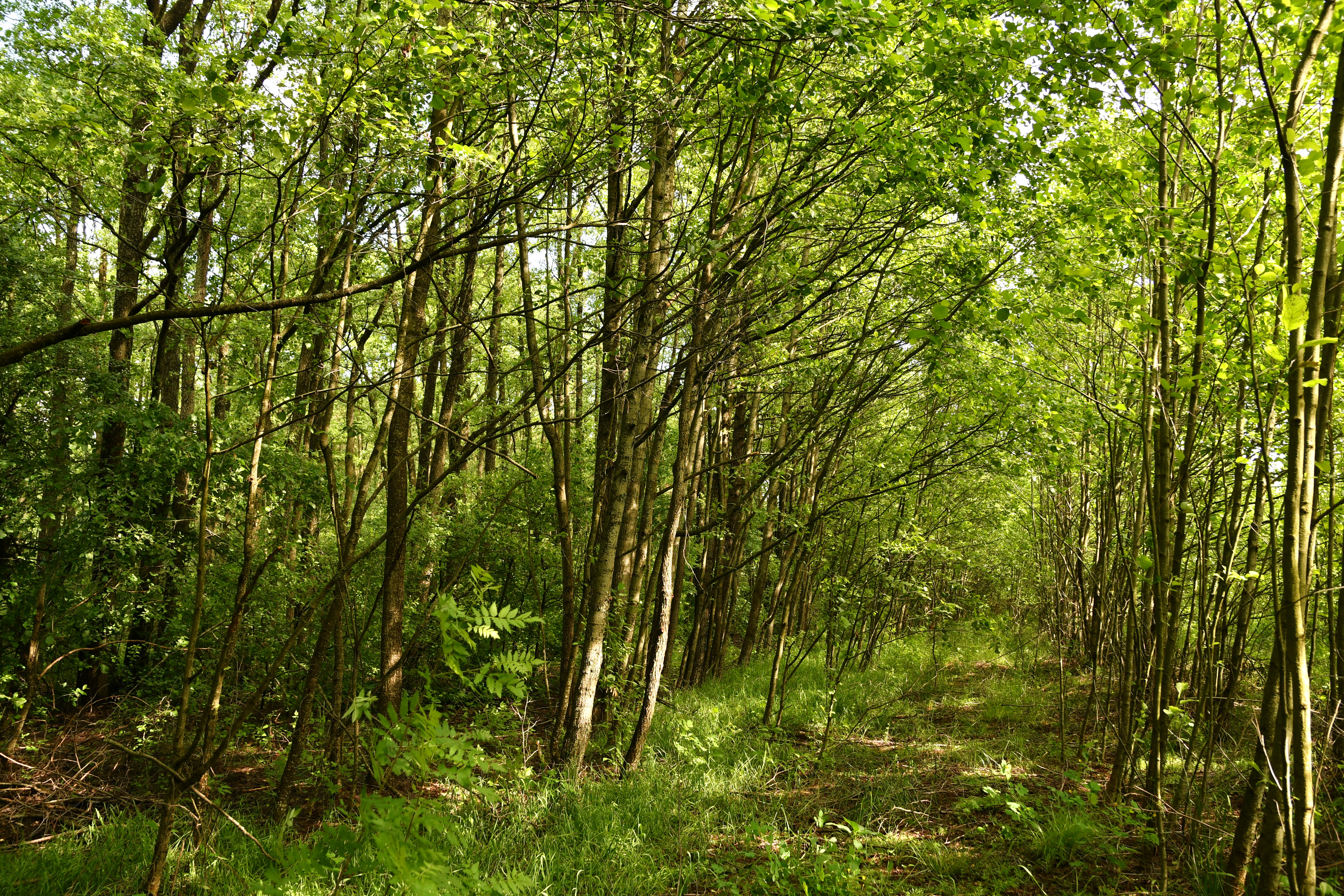
Загальний вигляд